# Les Chasseurs de baleines
Pour plus de détails, voir Fiche technique et Distribution.
Les Chasseurs de baleines (titre original : The Sea Lion) est un film américain réalisé par Rowland V. Lee, sorti en 1921.

## Fiche technique
- Titre original : The Sea Lion
- Titre français : Les Chasseurs de baleines
- Réalisation : Rowland V. Lee
- Scénario : Emilie Johnson et Joseph F. Poland
- Pays d'origine : États-Unis
- Format : Noir et blanc - 1,33:1 - Film muet
- Genre : Film d'aventure
- Date de sortie : 1921

## Distribution
- Hobart Bosworth : John Nelson
- Emory Johnson : Tom Walton
- Bessie Love : Blossom Nelson
- Charles Clary : Green
- Carol Holloway : Dolly May